# Горња Барска
Горња Барска је насељено место у Босни и Херцеговини у граду Цазину. Административно припада Федерацији Босне и Херцеговине, односно њеном Унско-санском кантону. Према попису становништва из 2013. у насељу је било 1.298 становника, а већинску популацију чинили су Бошњаци.

## Становништво
По последњем службеном попису становништва из 2013. године у овом насељу живело је 1.298 становника, а село је било етнички хомогено са већинском бошњачком популацијом.
| Националност | 2013. | 1991.          | 1981.          | 1971.        |
| Бошњаци      | —     | 1.237 (99,60%) | 1.137 (99,82%) | 833 (99,64%) |
| Срби         | —     | 1 (0,08%)      | 1 (0,09%)      | 0            |
| Југословени  | —     | 0              | 1 (0,09%)      | 1 (0,12%)    |
| остали       | —     | 4 (0,32%)      | 0              | 2 (0,24%)    |
| Укупно       | 1.298 | 1.242          | 1.139          | 836          |